# Rialma (ort)
Rialma är en ort i Brasilien.   Den ligger i kommunen Rialma och delstaten Goiás, i den centrala delen av landet, 180 km väster om huvudstaden Brasília. Rialma ligger 574 meter över havet och antalet invånare är 9 270.
Terrängen runt Rialma är platt åt sydväst, men åt nordost är den kuperad. Närmaste större samhälle är Ceres, 1,7 km väster om Rialma.
Omgivningarna runt Rialma är huvudsakligen savann. Runt Rialma är det ganska glesbefolkat, med 34 invånare per kvadratkilometer.